# Bagerihärvan
Bagerihärvan kallas en serie brott i Sverige under början av 2010-talet, där kaféer, konditorier och bagerier i olika delar av Sverige köptes upp, tömdes på ekonomiska resurser och sedan lades ner eller lämnades vind för våg. I december 2016 dömdes två personer till tre års fängelse respektive två år och nio månaders fängelse, bland annat för grovt bedrägeri och skattebrott. De rörelser som utnyttjades fanns i Skåne, Halland, Östergötland och Värmland. De som utsattes för bedrägerierna var leasingföretag och andra finansieringsbolag, som lånade ut pengar till de plundrade företagen.
Många av de drabbade företagen har sedan återuppstått med nya ägare och är inte längre inblandade i den brottsliga verksamheten.